# 大嶋あやの
大嶋 あやの（おおしま あやの、1994年7月14日 - ）は、日本のキッズパーソナルトレーナー、スピードクライミング選手、オブスタクルスポーツ選手。TBS『SASUKE』『KUNOICHI』の常連選手。『KUNOICHI』史上4人目の完全制覇者。元東京シティ信用金庫職員。

## 来歴
幼少期から新体操に取り組み、小学生の頃にテレビで観た『SASUKE』で、完全制覇を達成した長野誠に影響を受け出場を志す。
高校生の時に、部活動でソフトボールをやっていたが、2年生のときに中途退部し、『SASUKE』の出場を目指して本格的にトレーニングを始め、日本女子体育大学在学中（当時20歳）の第31回大会に念願叶って初出場を果たし、1st STAGEでそり立つ壁まで突破する大健闘を見せた。第36回大会以降連続して出場し、難関エリアのドラゴングライダーで女性初のクリア者に名乗りを上げた。第36・39回大会では1st STAGEの最終エリア・そり立つ壁まで到達したが、いずれの大会も登れずにタイムアップとなった。『KUNOICHI』にも第9回大会から出場。第11回大会ではBLACKステージの最終エリアまで進み、有力選手の1人として活躍。
2017年、東京シティ信用金庫に就職。
2019年6月に行われたドイツ版SASUKEの4ヶ国対抗イベント「Ninja Warrior Germany 4 nations Special」の日本代表チームに女性選手枠(男性5人,女性1人の規定)として選出された。
2021年5月、スピードクライミングの日本代表を目指すべく東京シティ信用金庫を退職。「キッズパーソナルトレーナー」として再就職した。
2022年3月、クライミングに専念するためシュアラスター株式会社とマネジメント契約を締結。同月開催のスポーツクライミング第4回スピードジャパンカップに出場したが、出場10名中8人が勝ち進む予選で敗退を喫した。同年9月30日を以て退社。
同年12月27日放送の『SASUKE』第40回記念大会では同番組24年ぶりとなる日本人女性による1stステージクリアを達成した。2ndでは女性にとって不利なサーモンラダーを難なくクリア。しかし、スパイダーランからスパイダードロップへの移行は低身長が災いし、足が着いた直後に滑り落ちて落下。
2024年8月21日放送の『SASUKEワールドカップ2024』にて、チームJAPAN Redのメンバーに選出された。
2025年1月13日放送の『KUNOICHI』で16年ぶり史上4人目の完全制覇を達成した。

## 人物
大学時代から取り組んでいるボルタリングは現在も継続しており、自身のライフワークとなっている。
資格は幼稚園教諭一種、保育士、キッズアスレチックインストラクター（Zehitomo）、アロマテラピー検定1級。

## SASUKEでの戦歴

### 大会別成績
| 大会       | ゼッケン | STAGE | 記録               | 備考                                 |
| ---------- | -------- | ----- | ------------------ | ------------------------------------ |
| 第31回大会 | 52       | 1st   | そり立つ壁         | 登った瞬間タイムアップ、ダイジェスト |
| 第36回大会 | 77       | 1st   | そり立つ壁         | タイムアップ                         |
| 第37回大会 | 77       | 1st   | フィッシュボーン   | 5本目の足場                          |
| 第38回大会 | 78       | 1st   | ドラゴングライダー | 対岸付近で着水                       |
| 第39回大会 | 82       | 1st   | 2連そり立つ壁      | 2つ目の壁、タイムアップ              |
| 第40回大会 | 3982     | 2nd   | スパイダードロップ | 落下                                 |
| 第41回大会 | 83       | 1st   | ドラゴングライダー | 2本目への移行失敗                    |
| 第42回大会 | 84       | 1st   | ツインダイヤ       | 1→2つ目                              |

### 通算成績
| 出場数 | 2nd進出 | 3rd進出 | Final進出 | 最優秀成績 |
| ------ | ------- | ------- | --------- | ---------- |
| 8回    | 1回     | 0回     | 0回       | 0回        |

## KUNOICHIでの戦歴
| 大会       | ゼッケン | STAGE | 記録             | 備考                     |
| ---------- | -------- | ----- | ---------------- | ------------------------ |
| 第9回大会  | 45       | BLUE  | スポンジブリッジ | 3～4枚目                 |
| 第10回大会 | 48       | RED   | ダブルペンダラム | サンドバックを掴めず落水 |
| 第11回大会 | 47       | BLACK | パイプスライダー | 着地失敗                 |
| 第12回大会 | 49       | FINAL | 完全制覇         | 8.97秒残し               |

## 本大会以外での出来事
- 2022年12月、赤坂サカスで開催された「SASUKE体験会」にゲスト出演した。

### SASUKEワールドカップ
2024年
| チーム   | 背番号 | ステージ | 出順            | 結果             | 備考                 | ポイント |
| -------- | ------ | -------- | --------------- | ---------------- | -------------------- | -------- |
| 日本 Red | 5      | 1st      | 第3ヒート-6番目 | そり立つ壁       | タイムアップ         | 50pt     |
| 日本 Red | 5      | 2nd      | 不出場          |                  |                      |          |
| 日本 Red | 5      | 3rd      | 第2ヒート-1番目 | サイドワインダー | フライングバー→1本目 | 20pt     |
| 日本 Red | 5      | FINAL    | 不出場          |                  |                      |          |

## 出演
- KUNOICHI（TBS）
- SASUKE（TBS）

## 競技会の戦績（スポーツクライミング）

### 国内大会
- 2022年
  - 第4回スピードジャパンカップ 10位[10]